# Jan Kyhle
Jan Kyhle, född 25 augusti 1961 i Farsta i Stockholm, är en svensk operasångare (tidigare baryton, sedan 1991 tenor) och musikalartist.

## Biografi
Bland hans operaroller märks titelrollerna i Pelléas och Mélisande (1993) och Doktor Glas (1994) på Kungliga Teatern i Stockholm, Siegmund i Valkyrian på Scottish Opera i Edinburgh/Glasgow (2001 och 2003) och på Göteborgsoperan (2004 och 2006), Grigorij i Boris Godunov på Göteborgsoperan (2005) och prinsen i Rusalka på Cape Town Opera/Norrlandsoperan (2006). Han har även gjort huvudrollerna i Les Misérables (Göteborg och Malmö), Raoul i The Phantom of the Opera (Stockholm) samt Nine (Malmö). Med premiär på långfredagen 2007 gjorde han titelrollen i Göteborgsoperans uppsättning av Parsifal. I februari 2008 gjorde han sin första roll på Folkoperan i Stockholm, Max i Carl Maria von Webers Friskytten.
Han var under 1980-talet verksam som popartist i grupperna Lustans Lakejer och Reeperbahn på sång och klaviatur.
Kyhle är son till Hans Kyhle och bror till Magnus Kyhle. 

## Filmografi
- 1984 – Två solkiga blondiner

## Teater

### Roller
| År   | Roll          | Produktion                                         | Regi            | Teater            |
| ---- | ------------- | -------------------------------------------------- | --------------- | ----------------- |
| 2002 | Guido Contini | Nine Maury Yeston                                  | Vernon Mound    | Malmö musikteater |
| 2014 | Orfeo         | L'Orfeo Claudio Monteverdi och Alessandro Striggio | Kristofer Steen | Wermland Opera    |
| 2015 | Tom Watson    | Parade Alfred Uhry och Jason Robert Brown          | Markus Virta    | Wermland Opera    |

### Fotnoter
1. ↑  Martin Nyström (6 maj 2002). ”Affischteater utan charm. När film blir musikal krävs större självständighet och raffinemang.”. Dagens Nyheter. https://www.dn.se/arkiv/kultur/affischteater-utan-charm-nar-film-blir-musikal-kravs-storre-sjalvstandighet-och-raffinemang/.
2. ↑  ”L'Orfeo”. Wermland Opera. http://www.wermlandopera.com/evenemang/lorfeo. Läst 24 september 2015.
3. ↑  ”Wermland Opera om Parade”. http://www.wermlandopera.com/evenemang/parade. Läst 26 december 2014.